# جان بولتون
جان رابرت بولتون (انگلیسی: John Bolton، زاده ۲۰ نوامبر ۱۹۴۸)، وکیل و دیپلمات آمریکایی و مشاور امنیت ملی ایالات متحده آمریکا از ۹ آوریل ۲۰۱۸ تا ۹ سپتامبر ۲۰۱۹ بود. او در دولت‌های مختلف حزب جمهوری‌خواه فعالیت کرده است. بولتون از اوت ۲۰۰۵ تا دسامبر ۲۰۰۶ از سوی رئیس‌جمهور جرج دابلیو بوش به عنوان سفیر ایالات متحده آمریکا در سازمان ملل متحد مشغول به کار بود. جرج بوش او را در بازه تعطیلات کنگره ایالات متحده آمریکا بدون رای اعتماد منصوب کرده بود. او در دسامبر ۲۰۰۶ استعفا داد، گرچه انتصاب او که در زمان تعطیلات کنگره صورت گرفته بود نیز به هر روی پایان یافته بود، چرا که محتمل نبود او بتواند از مجلس سنای ایالات متحده آمریکا که از ژانویه ۲۰۰۷ در کنترل حزب دموکرات بود رای اعتماد بگیرد.
بولتون یک «باز جنگ‌طلب» خوانده شده و از مدافعان تغییر رژیم در کره شمالی است. وی بارها خواهان پایان دادن به برنامه جامع اقدام مشترک با ایران شده است. بولتون از طرفداران سازمان مجاهدین خلق ایران است و بارها خواستار بمباران ایران شده است. او از حامیان جنگ عراق بود و همچنان از این تصمیم خود دفاع می‌کند. او از اقدام نظامی و تغییر رژیم در سوریه و لیبی دفاع کرده است. او طرفدار استفاده از زور نظامی در هر زمینه و همه جا برای پیشبرد اهداف خود است و می‌گوید هر کشوری که مخالفتی با آمریکا داشته باشد باید تنها با حمله نظامی، سرکوب شود.
بولتون هم‌اکنون عضو پیوسته ارشد در مؤسسه امریکن انترپرایز و از صاحبنظران فاکس نیوز است. او از مشاورین سیاست خارجی میت رامنی نامزد حزب جمهوریخواه در انتخابات ریاست جمهوری سال ۲۰۱۲ بود. بولتون همچنین با اندیشکدههای محافظه‌کار بسیاری چون انجمن ملی سلاح، پروژه‌ای برای قرن آمریکایی جدید، بنیاد یهودی امور امنیت ملی، و کمیته صلح و امنیت در خلیج فارس همکاری داشته است. او در ۱۹ شهریور ۹۸ از سمت مشاور امنیت ملی آمریکا توسط ترامپ برکنار شد.

## اوایل زندگی و تحصیلات
جان رابرت بولتون در ۲۰ نوامبر ۱۹۴۸ (میلادی) در بالتیمور مریلند به دنیا آمد. پدر او آتش‌نشان و مادر خانه‌دار بود. مدرک کارشناسی خود را سوم کام لود از دانشگاه ییل گرفت.

### جنگ ویتنام
با وجود پشتیبانی بولتون از دخالت آمریکا در جنگ ویتنام، خود او از اعزام به این جنگ سر باز زد. در سال ۱۹۶۹ و در زمان جنگ ویتنام، دولت آمریکا اقدام به برگزاری یک قرعه‌کشی برای اعزام مردان متولد بین سال‌های ۱۹۴۴ تا ۱۹۵۰ به جنگ کرد. به همه ۳۶۵ روز سال یک شماره متناظر شده و شماره‌ها به‌طور تصادفی انتخاب شدند. متولدین روزهای متناظر به شماره‌های ۱ تا ۱۹۵ به ترتیب برای اعزام فراخوانی شدند. شماره بولتون ۱۸۵ بود. در آن سال‌ها، اولویت اعزام به جنگ با افراد فراخوانی‌شده به این شیوه بود و نیروهای نظامی رزرو در اولویت اعزام نبودند؛ از این رو، پیوستن به نیروهای گارد ملی ایالات متحده آمریکا یا رزرو ارتش راهی برای فرار از اعزام به جنگ محسوب می‌شد.
بولتون پیش از فارغ‌التحصیلی از دانشگاه در سال ۱۹۷۰ و پیش از مشخص شدن فراخوانی یا عدم فراخوانی شماره قرعه‌کشی خود، برای پیوستن به نیروهای گارد ملی نام‌نویسی کرد. وی ۱۸ هفته آموزشی را در فورت پولک، لوئیزیانا گذراند و سپس ۴ سال در گارد ملی خدمت کرد.
بولتون بعدها در دفتر گردهمایی بیست و پنجمین سالگرد فارغ‌التحصیلی خود نوشت: «اعتراف می‌کنم که من هیچ علاقه‌ای به کشته‌شدن در شالیزارهای برنج جنوب شرق آسیا نداشتم. از نظر من، ما جنگ ویتنام را در همان زمان هم باخته بودیم.» وی در مصاحبه‌ای در سال ۲۰۰۷ دربارهٔ این جمله‌اش توضیح داد که: «در آن زمان من مطمئن شده بودم که مخالفین جنگ ویتنام، اجازهٔ پیروزی را به ما نمی‌دهند و من علاقه ای به رفتن به آنجا و کشته شدن برای گرفتن زمین‌هایی که قرار بود دوباره توسط تد کندی به مردم آنجا باز پس داده شود نداشتم.»

## ورود به سیاست
او از ۱۹۷۴ (میلادی) تا ۱۹۸۱ (میلادی) دستیار حقوقی وکالتخانه کاوینگتون و برلینگ (Covington & Burling) بود. پس از پایان تحصیلات، به تبلیغات جیمز بیکر برای تصدی سمت دادستان کل تگزاس پیوست. بعدها به کمک بیکر که سرانجام وزیر امور خارجه ایالات متحده آمریکا شد به دولت‌های رونالد ریگان و جرج اچ. دابلیو بوش راه یافت؛ و در چندین سمت مشغول به کار شد:
- مشاور حقوقی نمایندگی ایالات متحده آمریکا برای توسعه بین‌المللی (۱۹۸۱–۱۹۸۲)[۲]
- معاون دادستان کل در وزارت دادگستری ایالات متحده آمریکا (۱۹۸۵–۱۹۸۹)
- معاون امور سازمان‌های بین‌المللی در وزارت امور خارجه آمریکا (۱۹۸۹–۱۹۹۳)

وی همچنین یکی از امضا کنندگان نامه ۲۶ ژانویه ۱۹۹۸ (میلادی) با عنوان پروژه‌ای برای قرن آمریکایی جدید بود.

## سمت در دولت بوش

### معاون وزیر امور خارجه
بولتون از ۱۱ مه ۲۰۰۱ به عنوان معاون وزیر امور خارجه در امور کنترل جنگ‌افزار و امور امنیت بین‌المللی کار کرد. او در این سمت مسئول پیشگیری از گسترش جنگ‌افزار کشتارجمعی بود. با تصدی بولتون، مذاکرات برای خلع سلاح در جهت عکس سَمت‌گیری کرد؛ یعنی به جای محدودسازی قراردادهای خلع سلاح، پشتیبان «برداشتن زنجیرهای» ناشی از چنین قراردادهایی بر دست و پای اسلحه‌سازی و فروش جنگ‌افزارهای آمریکایی بود.

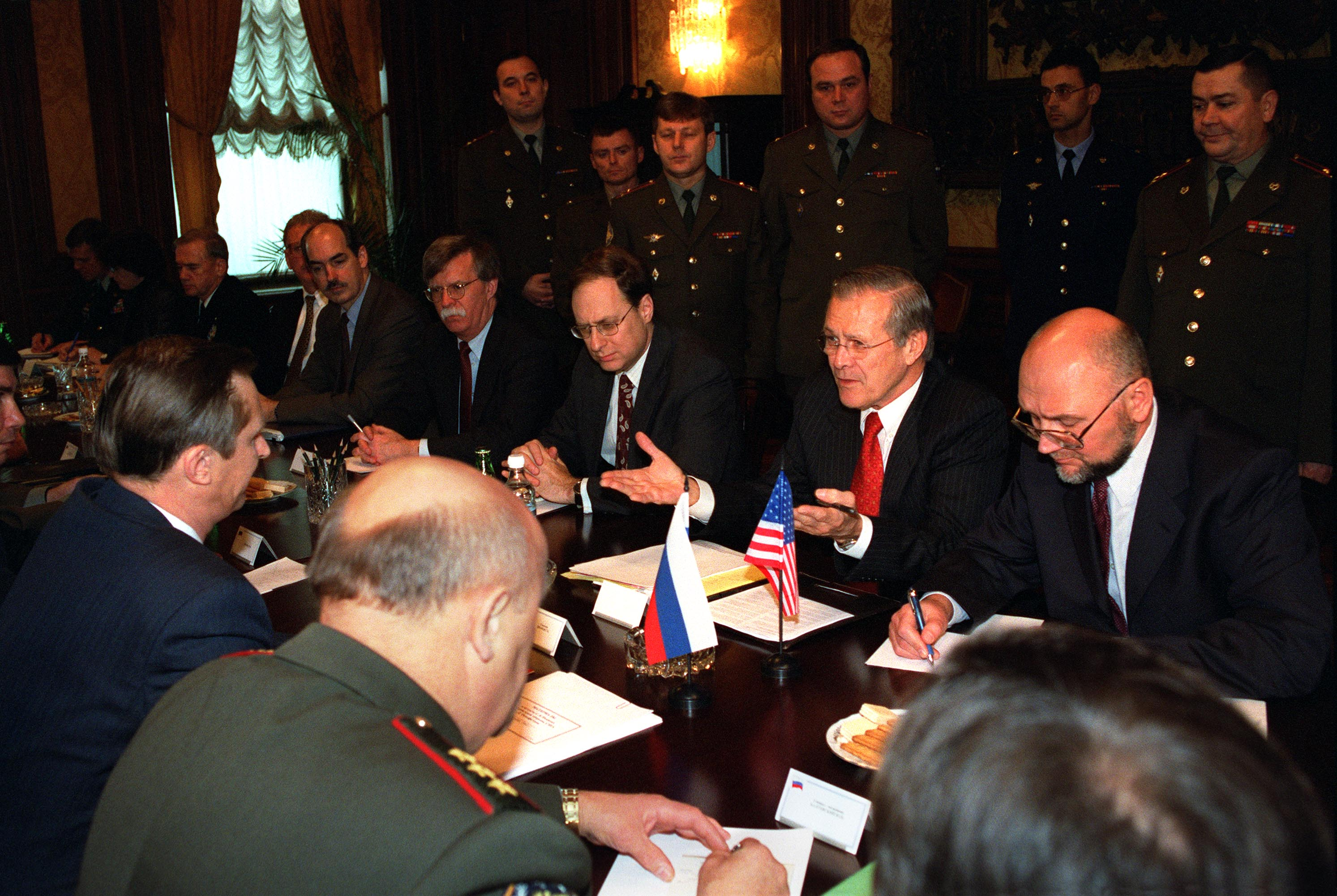
بولتون به همراه دونالد رامسفلد وزیر دفاع در حال مذاکره با همتای روس، ۳ نوامبر ۲۰۰۱

بولتون همچنین رهبری تلاش‌های بر مبنای قانون اساسی ایالات متحده آمریکا در دوران ریاست‌جمهوری جرج دابلیو بوش در مخالفت با دیوان بین‌المللی کیفری را بر عهده داشت و با کشورهای بسیاری برای امضای توافقنامه‌ای مذاکره می‌کرد که آمریکاییان را از محاکمه توسط این دادگاه که از سوی آمریکا به رسمیت شناخته نمی‌شود معاف می‌کرد. بولتون گفت کنار ماندن از دیوان بین‌المللی کیفری شادترین لحظه فعالیت سیاسیش تا آن زمان بوده است.
جک استرا در مواردی اشاره کرده است که که در سال ۲۰۰۲ هنگامی که ایران در حال همکاری با آمریکا و اروپا در جنگ افغانستان برای از بین بردن طالبان کمک کرده و برنامه هسته‌ای خود را متوقف کرده بود جان بولتون، دولت‌مردان دیگر آمریکایی از جمله جورج بوش را متقاعد کرده بود که ایران را در سخنرانی خود «محور شرارت» لقب دهد. جک استرا ادامه‌می‌دهد که این مسئله به دلیل گرایش بسیار زیاد جان بولتون به حملهٔ نظامی به ایران بود. جک استرا به دلیل همین سابقهٔ بولتون در سال ۲۰۰۳ و در زمان مذاکره اروپا و آمریکا با لیبی به دولت بوش اصرار کرده بود که به جان بولتون اجازه ندهند در مذاکرات دخالت کند. او نقش اصلی در به‌هم‌خوردن توافق سعدآباد در سال ۲۰۰۴ داشت.

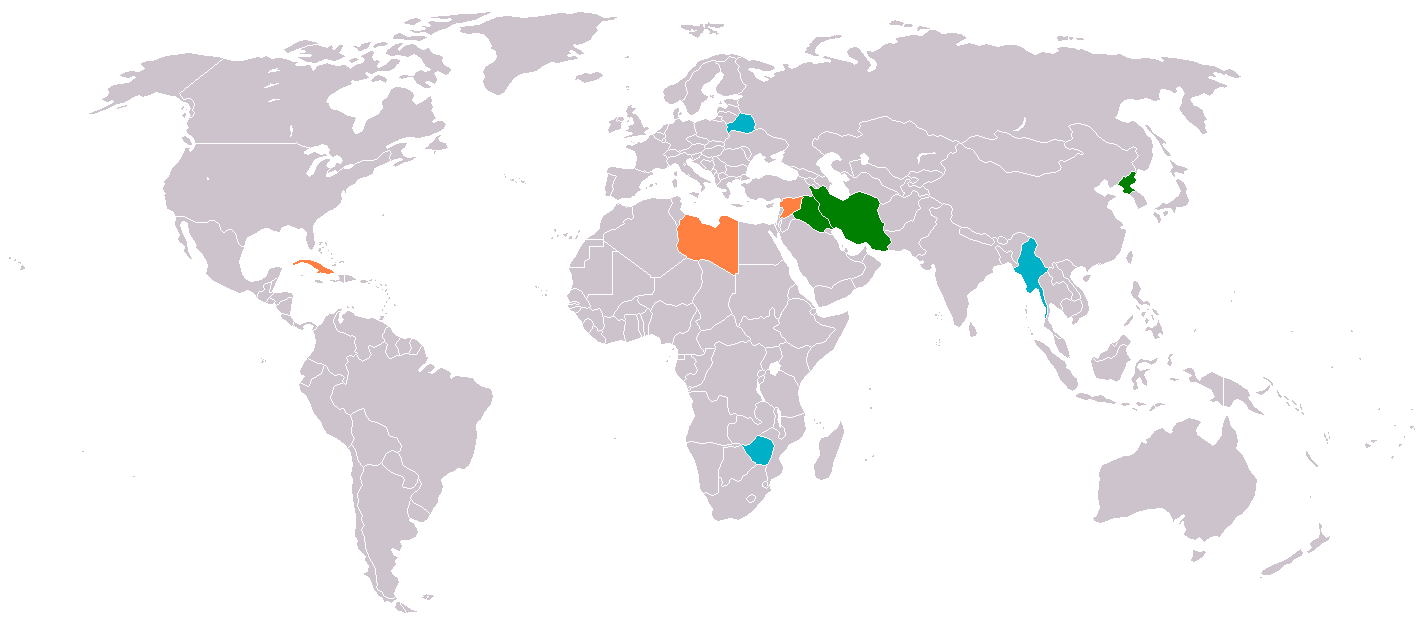
کشورهایی که در سال ۲۰۰۱، جرج دابلیو بوش به عنوان محور شرارت خواند.

### نماینده دائم در سازمان ملل
بولتون در ۷ مارس ۲۰۰۵ از سوی رئیس‌جمهور جرج دابلیو بوش به عنوان سفیر آمریکا در سازمان ملل متحد نامزد شد. به دلیل اطاله بررسی نمایندگان حزب دموکرات در سنای آمریکا و با ابتکار جو بایدن موفق شدند جلوی تأیید جان بولتون را بگیرند. اما جرج بوش در بازه تعطیلی تابستانی کنگره در ۱ اوت ۲۰۰۵ او را به این سمت منصوب کرد. نامزدی بولتون با پشتیبانی شدید جمهوریخواهان و مخالفت شدید دموکرات‌ها مواجه شد. او در هنگام حضور در سازمان ملل، بارها به همه ساختارها و کارکنان آن سازمان از جمله دبیرکل سازمان ملل متحد تاخت.

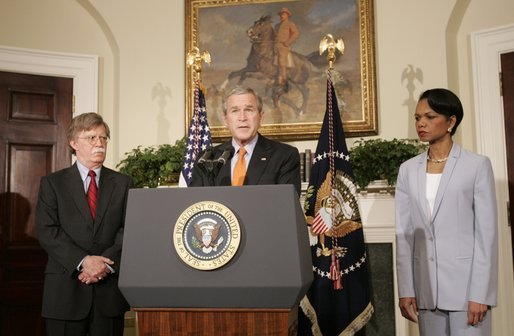
رئیس‌جمهور جرج دابلیو بوش نامزدی بولتون برای سفارت آمریکا در سازمان ملل را در کنار کاندولیزا رایس اعلام می‌کند.

## مؤسسه امریکن انترپرایز
بولتون پس از ترک دولت جرج دابلیو بوش، به عنوان عضو پیوسته ارشد پژوهشی سیاست عمومی به مؤسسه امریکن اینترپرایز برگشت. بولتون در دورهٔ حضور در این مؤسسهٔ محافظه‌کار، علیه پاداش دادن به کره شمالی به خاطر پایان‌دادن به برنامهٔ جنگ‌افزار هسته‌ای صحبت کرد. او گفت این سیاست دیگران را تشویق خواهد کرد مقررات عدم اشاعه هسته‌ای را نقض کنند تا بتوانند «برای رعایت مقرراتی که پیشتر پذیرفته بودند پاداش بگیرند.»

## سمت در دولت ترامپ

### انتخابات ریاست‌جمهوری ۲۰۱۶
دونالد ترامپ زمانی که در حال رقابت در انتخابات ریاست‌جمهوری ۲۰۱۶ بود در مصاحبه‌ای با برنامه رادیویی هیو هیویت از بولتون به عنوان گزینه‌ای احتمالی برای وزیر امور خارجه یاد کرد. بولتون با حضور در در برنامهٔ فاکس اند فرندز فاکس نیوز در ۱ دسامبر ۲۰۱۶ اقرار کرد از نامزدهای تصدی وزارت امور خارجه در دولت آینده ترامپ است. چندین تن از دستیاران ترامپ ادعا می‌کنند عدم انتخاب بولتون تا اندازه‌ای به خاطر نارضایتی ترامپ از سبیل شاخص بولتون بوده است.
بی‌بی‌سی با استناد به ان‌بی‌سی در ۱۰ دسامبر ۲۰۱۶ گزارش داد که منابع نزدیک به ترامپ می‌گویند محتمل است رکس تیلرسون هفته بعد به عنوان سفیر ایالات متحده آمریکا در سازمان ملل متحد معرفی شود و بولتون قایم مقام او باشد.
بولتون حامی نظریه‌هایی در خصوص سلامتی هیلاری کلینتون و دستیار او هما عابدین است، و در دسامبر ۲۰۱۶ اعلام کرد که نتیجه‌گیری جامعه اطلاعاتی ایالات متحده آمریکا که رخنه‌گرهای روسیه برای کمک به انتخاب دونالد ترامپ در سال ۲۰۱۶ مداخله کرده‌اند ممکن است یک عملیات «پرچم دروغین» بوده باشد. او در یک مصاحبه دیگر با فاکس نیوز از تحریم‌های تلافی جویانهٔ دولت باراک اوباما انتقاد کرد و آن‌ها را ناکافی دانست و گفت پاسخ آمریکا باید باعث شود «آنها [روس‌ها] احساس درد کنند.»

### مشاور امنیت ملی
دونالد ترامپ با بولتون و سه نفر دیگر برای پر کردن سمت مشاور امنیت ملی که پس از سپهبد مایکل تی. فلین خالی شده بود مصاحبه کرد. نهایتاً این سمت به اچ آر مکمستر رسید. ترامپ از بولتون تجلیل کرد و گفت او نهایتاً برایش سمتی در دولتش خواهد یافت. بولتون در عصر روز ۶ مارس ۲۰۱۸ ظاهراً برای مصاحبه به عنوان نامزد مشاورت امنیت ملی در کاخ سفید دیده شد.

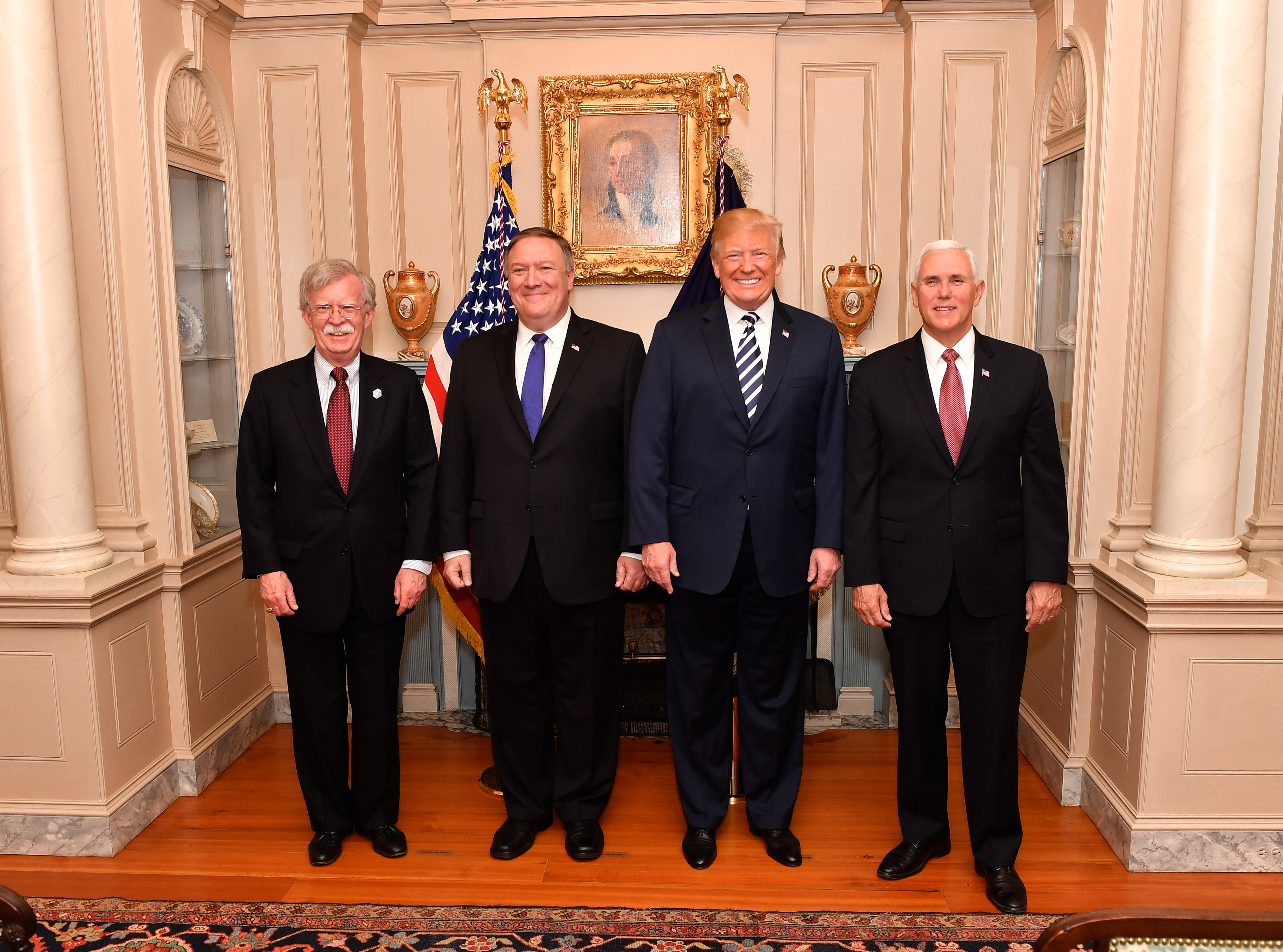
یک روز پس از آغاز به کار به عنوان مشاور امنیت ملی در کابینه دونالد ترامپ

نیویورک تایمز در ۲۲ مارس ۲۰۱۸ گزارش کرد که جان بولتون جایگزین مشاور امنیت ملی ایچ آر مکمستر خواهد شد. ترامپ در ۲۲ مارس در توییتی این انتصاب را تأیید کرد. نیویورک تایمز نوشت «ارتقای بولتون به همراه خروج رکس تیلرسون و ژنرال مکمستر به این معناست که تیم سیاست خارجی ترامپ اکنون «رادیکال‌ترین تیم سیاست خارجی تهاجمی» است که در تاریخ مدرن پیرامون رئیس‌جمهور آمریکا حضور داشته است.»
او نقش مهمی در خروج آمریکا از پیمان منع موشک‌های هسته‌ای میان‌برد و رفع محدودیت از آمریکا در ساخت اینگونه موشک‌ها داشته است.

## پس از کاخ سفید
جان بولتون در اکتبر ۲۰۱۹ «اعلام کرد قصد دارد با نوشتن کتابی جدید، دربارهٔ دوران خدمت خود در دولت دونالد ترامپ، رئیس‌جمهور آمریکا افشاگری کند.»
در ژوئن ۲۰۲۰ بخشی از کتاب بولتون منتشر شد او نوشت: «دونالد ترامپ از «شی جین پینگ» رئیس جمهوری چین، خواسته بود که با خرید محصولات کشاورزی بیشتر از آمریکا، به پیروزی وی در انتخابات ۲۰۲۰ میلادی کمک کند. میزان بی‌اطلاعی رئیس‌جمهور از چگونگی اداره کاخ سفید حیرت‌انگیز بود؛ مثلاً او یکبار پرسید آیا فنلاند جزو روسیه است؟ حتی نمی‌دانست که بریتانیا یک قدرت اتمی است.»
دونالد ترامپ نیز در واکنش به کتاب بولتون در یک توییت نوشت: «کتاب «بسیار خسته کننده» جان بولتون دیوانه (نیویورک تایمز) از دروغ و داستان‌های دروغ ساخته شده است. همه چیز دربارهٔ من خوب گفته شده بود تا روزی که من او را اخراج کردم. یک احمق ملال آور و بدخلق که فقط خواهان جنگ بود. او هرگز سرنخی پیدا نکرده است.»
وی همچنین در توییت دیگری نوشت: «رئیس‌جمهور بوش نیز او را اخراج کرد. بولتون بی کفایت است.»
در بخش دیگری از این کتاب بولتون نوشت: «بوریس جانسون» وزیر امور خارجه وقت انگلیس هنگامی که مطلع شد آمریکا قصد خروج از برجام با ایران را دارد، مخالفت چندانی با آن نکرد. به گفته بولتون، «جانسون تأکید کرد ضعف‌های توافق فعلی را درک می‌کند که می‌توانست بسیاری از حامیانی که کماکان آن را ستایش می‌کردند، غافلگیر کند».
بیشترین کشوری که در کتاب جان بولتون نام آن ذکر شده، «ایران» است که بیش از ۳۷۲ بار تکرار شده است.
همچنین در این کتاب بولتون آورده است: دربارهٔ ایران از ترامپ خواستم به طرح خود برای خروج از توافق هسته‌ای سرعت بدهد، چون توسل به گزینه نظامی علیه برنامه هسته‌ای ایران شاید تنها راه حل پایدار باشد.
در این کتاب نقل قول ترامپ هم مطرح شده که خطاب به بولتون می‌گوید: به نتانیاهو بگو که اگر از نیروی نظامی استفاده کند، من از او حمایت خواهم کرد. در عین حال به نقل از پوتین هم نوشته شده که رئیس‌جمهور روسیه معتقد بود که «تل آویو» توان مقابله نظامی علیه «تهران» را نخواهد داشت.

## مواضع سیاسی
او از دوران دانشجویی تا به امروز، گرایش محافظه‌کار داشته است. برای نمونه، با دانشجویان ضد جنگ ویتنام، یا کسانی چون بری گلدواتر، و کنش‌گران قانون حقوق شهروندی (برای رفع تبعیض علیه سیاه‌پوستان) مخالفت کرده است.
بولتون از هواداران سازمان پیمان آتلانتیک شمالی (ناتو) است و معتقد است واشینگتن باید برای تقویت این پیمان بکوشد.
بی‌بی‌سی فارسی او را یک نئوکان (نومحافظه‌کار) می‌داند خود اما او بارها این را رد کرده و در عوض خود را یک جمهوریخواه علاقه‌مند به آمریکا می‌داند. کالین پاول به دلیل عقاید بولتون، او را از دایره سیاستگذاری کشور به کلی بیرون گذاشت. مواضع او، مخرج مشترک نئوکان‌ها و راستگ‌رایان اسرائیل است.

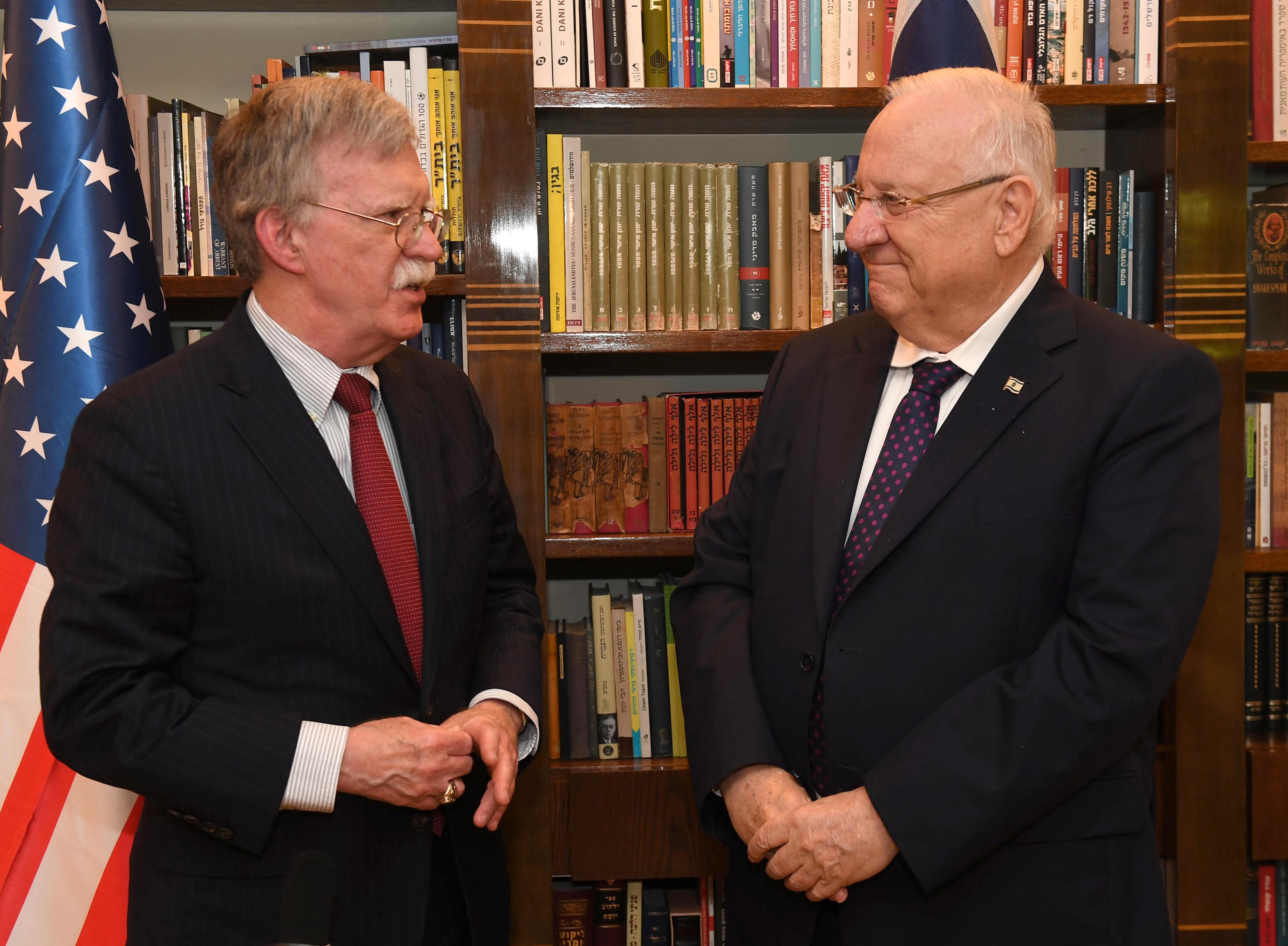
دیدار با رووین ریولین، رئیس‌جمهور اسرائیل (اوت ۲۰۱۸)

### ایران
بولتون حامی حملهٔ نظامی به کره شمالی و ایران است و معتقد است که توافق هسته‌ای با ایران بی‌ارزش است. او بارها خواستار جنگ با ایران و تغییر حکومت ایران شده است. بولتون در مارس ۲۰۱۵ چند ماه پیش از توافق هسته‌ای با ایران، در مطلبی در روزنامه نیویورک تایمز با تیتر «برای از کار انداختن بمب ایران، ایران را بمباران کنید» اعلام کرد که فقط اقدام نظامی می‌تواند مؤثر باشد. او که در گردهمایی تیر ۱۳۹۶ سازمان مجاهدین خلق در پاریس شرکت کرده بود، در سخنرانی خود در این نشست گفت: «نتیجه بازنگری دولت ترامپ در سیاست آمریکا در قبال ایران باید این باشد که انقلاب اسلامی آیت‌الله خمینی تا دو سال آینده دوام نیاورده و جشن چهلمین سالگردش را نبیند.» او همچنین با تأکید به اینکه رفتار و اهداف حکومت ایران به هیچ وجه تغییر نخواهد کرد تنها راه حل موجود را تغییر نظام در ایران دانست و گفت: «امیدواریم در سال ۲۰۱۹ چنین اتفاقی را در تهران جشن بگیریم.» رهبر ایران، علی خامنه‌ای، نسبت به این پیش‌بینی واکنش نشان داد و بدون این که از کسی اسمی ببرد، شخصی که چنین حرفی زده بود را «احمق درجه یک» خطاب کرد.
بولتون فکر می‌کند که تحریم عیله ایران نیز نمی‌تواند این کشور را در این راه متوقف کند. او هر گونه گفتگو با ایران را رد می‌کند و تنها راه حل را حمله به تأسیسات هسته‌ای ایران از جمله در نطنز، فردو و اصفهان می‌کند. او می‌گوید در صورت گفتگو با ایران باید همه‌جانبه این کشور را محدود کرد و هیچ امتیازی مانند رفع تحریم‌ها نداد. او نقش اصلی در به‌هم‌خوردن توافق سعدآباد در سال ۲۰۰۴ داشت. محمد جواد ظریف در مصاحبه‌ای عنوان کرد که هرگاه صحبت از مذاکره میان دولت ترامپ و دولت روحانی به میان می‌آمد، جان بولتون با تحدید کردن ترامپ به استعفا، مانع از شروع مذاکرات می‌شد که این امر، دو مرتبه اتفاق افتاد.
واشینگتن پست در گزارشی به گفته نزدیکان دونالد ترامپ نوشت که او از دست جان بولتون کلافه شده است؛ زیرا ترامپ به دنبال گفتگوی مستقیم و مذاکره با رهبران ایران است، اما در عوض برخی از جمله بولتون بر طبل جنگ با ایران می‌کوبند. بولتون متهم است که با اغراق در اسناد و گزارش‌ها دربارهٔ ایران در تلاش است تا دو کشور را به یک رویارویی نظامی بکشاند.

### کره شمالی
بولتون معتقد است کره شمالی و برنامه هسته‌ای آن، یک تهدید قریب‌الوقوع علیه آمریکا است و با گفتگو حل نمی‌شود و باید به آن کشور حمله پیشگیرانه کند. وی نظر کسانی را که معتقدند هنوز برای استفاده از روش‌های دیپلماتیک و مذاکره فرصت هست، رد می‌کند. او کیم جونگ-ایل را «دیکتاتور مستبد» خوانده بود. وزارت خارجه کره شمالی در پاسخ به این حرف، او را «تفاله انسانی» دانست.

### روسیه
بولتون دخالت ادعایی روسیه در انتخابات ریاست جمهوری ۲۰۱۶ آمریکا را یک اقدام واقعی جنگی دانست که واشینگتن هرگز نباید آن را تحمل کند. از دید او ولادیمیر پوتین رئیس‌جمهوری روسیه دشمن آمریکا است و معتقد است واشینگتن باید جلوی قدرت گرفتن مسکو را بگیرد.

## پشتیبانی از سازمان مجاهدین خلق
بولتون در پشتیبانی از سازمان مجاهدین خلق ایران، «یک گروه مسلح اسلامی دارای گرایش‌های مارکسیستی» که مدتی در فهرست سازمان‌های تروریستی وزارت امور خارجه آمریکا بوده، سخنرانی کرده است. بنا بر وزارت امور خارجه آمریکا این سازمان از فلسفه‌ای پیروی می‌کند که مارکسیسم را با اسلام ترکیب می‌کند.
در سال ۲۰۱۱ بولتون در سخنرانی خود در کنفرانس این سازمان در بروکسل از مشروعیت این سازمان و بیرون آوردن نام آن از فهرست تروریستی پشتیبانی کرد.

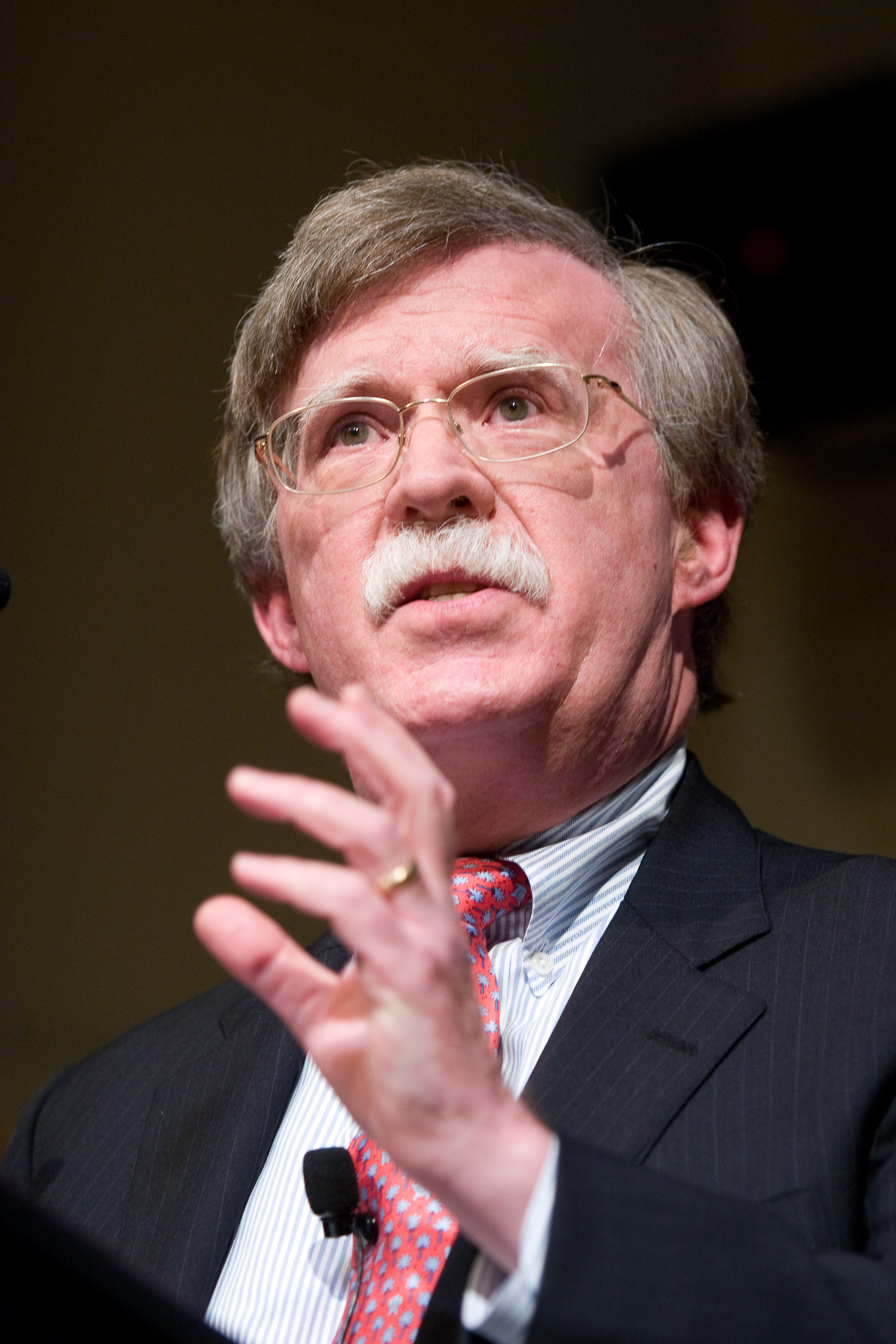
در سال ۲۰۰۸

در مارس ۲۰۱۵، بولتون در مقاله‌ای در نیویورک تایمز، از حمله به تأسیسات هسته‌ای ایران و تغییر رژیم این کشور پشتیبانی کرد.
به عقیده جیسون رضاییان خبرنگار واشینگتن پست در ایران، سازمان مجاهدین خلق ایران از او و برخی جمهوری‌خواهان دیگر، پشتیبانی مالی می‌کند.
او از شرکت‌کنندگان و سخنرانان در کنگره سالانه سازمان مجاهدین خلق ایران در ژوئیه ۲۰۱۷ در پاریس بود.

## زندگی شخصی
جان بولتون در سال ۱۹۷۲ با کریستین بولتون ازدواج کرد. وی پس از ۱۱ سال زندگی مشترک، بدون داشتن فرزند، از او جدا شد. پس از آن با گرِچِن اسمیت بولتون ازدواج کرد. گرچن اسمیت فارغ‌التحصیل کالج ولزلی و دانشگاه نیویورک است. او گواهی‌نامه مدرسه وارتون دانشگاه پنسیلوانیا را نیز دارد. گرچن در حال حاضر به عنوان یک برنامه‌ریز مالی معتبر در شرکت مشاوران آکسا کار می‌کند. گرچن و جان بولتون در بتزدا در مریلند زندگی می‌کنند و یک دختر به نام جنیفر سارا دارند.
جان بولتون یک لوتریان است و به این کلیسا و مارتین لوتر وابسته است.

### نظر جک استراو
جک استراو دربارهٔ او نوشته: «بولتون یکی از معدود آدم‌هایی است که در دوران خدمتم (ژوئیه ۲۰۰۴) دیده‌ام و آرزو می‌کردم کاش ندیده بودم. او آدمی متعصب و دوست نداشتنی است.»

## کتاب‌ها
- اتاق حوادث ۲۰۲۰[۷۱]
- تسلیم شدن گزینه ای نیست: دفاع از آمریکا در سازمان ملل و خارج از کشور ۲۰۰۷
- چگونه باراک اوباما اقتدار ملی ما را به خطر می‌اندازد؟ ۲۰۱۰
- The Hatch act
- وتو قانونگذاری: جداسازی قدرت‌ها ۱۹۷۷